# Xualae
De Xualae waren een indiaans volk dat leefde bij de oevers van de Kanawha, in het gebied van het huidige West Virginia en het westen van Virginia. Tussen 1671 en 1685 werd het gebied veroverd door de Cherokee.